# 東京都立八丈高等学校
東京都立八丈高等学校（とうきょうとりつ はちじょうこうとうがっこう、英: Tokyo Metropolitan Hachijo High School）は、東京都八丈島八丈町大賀郷に所在する東京都立高等学校。八丈島唯一の高等学校。地元での通称は「八高」。

## 概要
1948年設立。東京都立園芸高等学校八丈分校を前身とする。1951年には私立明治大学付属八丈島高等学校の校舎を併合する。広大な敷地を持つ。
島内唯一の高校であり、島内中学生の大半の進学先である。毎年定員割れであるが、「島外生徒受入事業」で八丈町が事前選考した都本土部の入学見込生徒を入学者選抜後に受け入れている。

### 教育方針
- 誠実
- 慈愛
- 自立

## 沿革
- 1949年
  - 6月25日 - 定時制課程設置。
  - 7月10日 - 坂上教場（定時制）を樫立、中之郷村組合立三原中学校（当時）内に設置。
- 1950年
  - 4月1日 - 東京都立園芸高等学校八丈分校に改称。
  - 9月1日 - 独立し、東京都立八丈高等学校開校。校歌校章制定。
- 1951年
  - 5月 - 明治大学付属八丈島高等学校を本校普通科に吸収。同校の敷地および校舎を譲り受け、本校の分教場とする。
- 1962年
  - 4月1日 - 坂上教場を東京都立八丈高等学校坂上分校とする。全日制に家政科を設置。
- 1972年
  - 3月19日 - 坂上分校閉校式挙行。
- 2001年
  - 5月 - 創立50周年式典。
- 2019年
  - 11月16日 - 創立70周年記念式典。
- 2021年
  - 4月 - 東京都立青鳥特別支援学校八丈分教室が本校の校地内で開設[1]。

## 設置課程
- 全日制 普通科3学級、併合科（園芸科・家政科）1学級
- 定時制 普通科1学級

## 部活動
吹奏楽部は2006年の第46回東京都高等学校吹奏楽コンクールに初出場し、金賞を受賞している。2010年には、東京都高等学校吹奏楽コンクール、B組において4年連続の金賞を受賞。東京都代表として東日本吹奏楽コンクールに出場。2013年から2015年にかけて、東京都高等学校吹奏楽コンクールC組（20名以下）において、3年連続金賞を受賞。
運動部
- 卓球部
- 男子バスケットボール部
- 女子バスケットボール部
- 女子バレーボール部
- 硬式野球部
- サッカー部
- 陸上競技部
- 硬式テニス部

文化部
- 吹奏楽部
- 茶道部
- 美術部
- パソコン部

## 交通
- 八丈町営バス八高停留所より徒歩1分
- 八丈島空港より自動車で5分・徒歩で15分